# ライノセラス (バンド)
ライノセラス（仏: Rinôçérôse）は、フランスのエレクトロニック・ミュージック・バンド。

## 概略
1995年、ロンドンのクラブ・シーンに影響を受けたジャン＝フィリップ・フロイは、同郷モンペリエの友人であったパトゥことパトリス・キャリーを誘い「ベースとギターで演奏するハウス・ミュージック」をコンセプトにバンドを結成。ライノセラスのデモ音源を聴きつけたスペインのレーベルからデビュー・アルバムを発売。その後、アンダーワールドのパリ公演のサポートを務めたことで注目を集め、V2レコードと契約。
活動初期はトリップ・ホップやアンビエント・ハウス、ラウンジ系ハウスの色濃い作風であったが、徐々にポップ路線へシフトしていき、4枚目のアルバム『スキゾフォニア』では大々的にギターロック・サウンドを導入し一気にビッグ・ビート色を強めた。このアルバムに収録のシングル「キュービクル」は、iPod + iTunesのCMソングとしてタイアップされ世界的に大ヒットを記録。 
10名を超えるバンド編成で行われるダイナミックなライブについては評価が高く、2006年にはフジロックフェスティバルにも出演した。

## メンバー
- ジャン＝フィリップ・フロイ (Jean-Philippe Freu) — ギター
- パトリス・キャリー (Patrice Carrié) — ベース
- ジャン＝ルイ・パルンボ (Jean-Louis Palumbo) — ディレクター (1996年-2009年)、キーボード、ギター、プログラミング
- レミ・サブール (Rémi Saboul) — ギター
- フロリアン・ブリンカー (Florian Brinker) — ギター、バック・ボーカル
- フレッド・ペイス (Fred Pace) — パーカッション
- フランク・ゴーティエ (Franck Gauthier) — フルート、サクソフォーン
- フレッド・ラドゥエ (Fred Ladoué) — VJ

ジャンとパトリスは音楽活動以前に社会心理学者として働いていた。バンド名は精神病院に入院していた患者が描いた絵のタイトル（Rinocerose＝サイの意）から取ったもの。「単語が震えている感じがする」とその綴りをそのまま採用。 

## ディスコグラフィ

### スタジオ・アルバム
- Retrospective (1997年)
- 『アンスタラシオン・ソノール』 - Installation Sonore (1999年)
- 『ミュージック・キルズ・ミー』 - Music Kills Me (2002年)
- 『スキゾフォニア』 - Schizophonia (2005年)
- 『フューチャライノ』 - Futurinô (2009年)
- Angels & Demons (2017年)

### コンピレーション・アルバム
- 『ライノセラス』 - Rinôçérôse (2006年)